# Zakerana brevipalmata
Espèce
Synonymes
- Rana brevipalmata Peters, 1871
- Fejervarya brevipalmata (Peters, 1871)

Statut de conservation UICN

 DD  : Données insuffisantes
Zakerana brevipalmata est une espèce d'amphibiens de la famille des Dicroglossidae.

## Répartition
Cette espèce est endémique des Ghâts occidentaux en Inde. Elle se rencontre au Maharashtra, au Kerala et au Tamil Nadu entre 400 et 1 250 m d'altitude.

## Description
L'holotype de Zakerana brevipalmata mesure 49 mm.

## Étymologie
Son nom d'espèce, du latin brevi, « court », et palmātus, « qui porte des palmes », lui a été donné en référence à sa morphologie.

## Publication originale
- Peters, 1871 : Über einige Arten der herpetologischen Sammlung des berliner zoologischen Museums. Monatsberichte der Königlich preussischen Akademie der Wissenschaften zu Berlin, vol. 1, p. 644-653 (texte intégral).